# تپه کلاتگ چگردک
تپه کلاتگ چگردک مربوط به هزاره سوم قبل از میلاد است و در شهرستان ایرانشهر، بخش دلگان، دهستان جلگه چاه هاشم، ۱۰ کیلومتری شمال شرق روستای چگردک واقع شده و این اثر در تاریخ ۲۷ اسفند ۱۳۸۶ با شمارهٔ ثبت ۲۲۶۷۸ به‌عنوان یکی از آثار ملی ایران به ثبت رسیده است.